# Иоганн II Баденский
Иоганн II Баденский (1434, Гогенбаден — 9 февраля 1503, Эренбрайтштайн, Кобленц) — титулярный маркграф Бадена и архиепископ-курфюрст Трира с 1456 года до своей смерти.

## Биография
Иоганн II Баденский был третьим сыном маркграфа Якоба I Баденского. Иоганн получил строгое религиозное воспитание, так как он с раннего возраста был предназначен для церковной карьеры. По настоянию отца большинство его братьев и сестёр также обратились к церковной жизни, за исключением двух его старших братьев Карла I и Бернхарда II и сестры Маргариты. Он учился в Эрфурте, Павии и Кёльне с 1452 по 1456 год вместе со своими младшими братьями Георгом и Маркусом.
21 июня 1456 года, в возрасте 22 лет, он был избран архиепископом Трира, поскольку его мать была из Лотарингии и имела связи с Триром. Папа Каликст III назначил его управляющим Трира, поскольку он ещё не достиг минимального возраста в 35 лет для посвящения в епископы. Когда в 1465 году ему исполнилось 35 лет, он был посвящён своим епископом-суффраганом Хубертисом Агриппиной и епископами Меца и Вормса.
В 1459 году Дитер фон Изенбург был избран архиепископом Майнцем, опередив Адольфа II Нассауского с небольшим перевесом. Однако папа не подтвердил избрание Дитера. Это привело к Баденско-пфальцской войне, в которой Иоганн II и его братья участвовали на стороне Адольфа II Нассауского.
Иоганн II Баденский поддержал реформу бенедиктинских монастырей и призвал их присоединиться к конгрегации Бурсфельде. В 1469 году он отправил настоятеля монастыря Святой Марии в Трире Иоганна Фарта в Лаахское аббатство, где Иоганн выступил в роли настоятеля-реформатора. Иоганн был 21-м настоятелем, срок его полномочий продолжался с 1470 по 1491 год. Назначив Иоганна Фарта, Иоганн II нарушил планы архиепископа Кёльна Руперехта, который имел другого кандидата на эту должность.
Во время правления Иоганна II 16 марта 1473 года был основан долгожданный Трирский университет. В университете изучали теологию, философию, медицину и право. В 1477 году он обвенчал Максимилиана Габсбурга и Марию Бургундскую.
16 января 1500 года он назначил своего внучатого племянника Якоба соадъютантом с правом наследования, а с 1501 года Якоб возглавил правительство электората.
Иоганн II умер в 1503 году в Эренбрайтштайне (ныне часть Кобленца), пробыв в должности 46 лет, 7 месяцев и 18 дней — больше, чем любой другой епископ Трира. Он был похоронен в соборе в Трире в великолепной гробнице, которую сам построил при жизни.